# 강정남
강정남(姜政男, 1960년 8월 14일 ~)은 해태 타이거즈의 전 야구 선수다. 통산 22경기 50타수 5안타 2타점 5득점을 기록했다.

## 출신 학교
- 광주동성고등학교
- 동국대학교

## 같이 보기
- 1984년 해태 타이거즈 시즌